# Giridhar Rao
Arikapalli Giridhar Rao (in telugu అరికపల్లి గిరిధర్ రావు, Arikapalli Giridhar Rāvu; Vijayawada, 8 ottobre 1963) è un linguista ed esperantista indiano. Dal 2016, è membro dell'Akademio de Esperanto.

## Biografia
Rao nasce a Vijayawada, nel sud dell'India, ma trascorre l'infanzia e la prima età adulta nel distretto di Hisar, nello stato settentrionale dell'Haryana, dove il padre era professore universitario di fisiologia veterinaria presso l'Università dell'Agricoltura dell'Haryana. Consegue a Vijayawada la laurea di primo livello, per poi proseguire gli studi presso l'Università di Hyderabad, in Andhra Pradesh, fino al conseguimento della laurea di secondo livello e del dottorato. Nel 1995 entra a far parte dell'ICRISAT (International Crops Research Institute for the Semi-Arid Tropics), un'organizzazione senza scopo di lucro con sede a Patancheru, non lontano da Hyderabad. Ottiene poi una cattedra dapprima presso l'IIITH (Hyderabad, Telangana) e in seguito presso l'Università Azim Premji (Bengaluru, Karnataka).
Conosce il telugu, l'inglese, l'esperanto e l'hindi. Si professa ateo.

## Esperanto

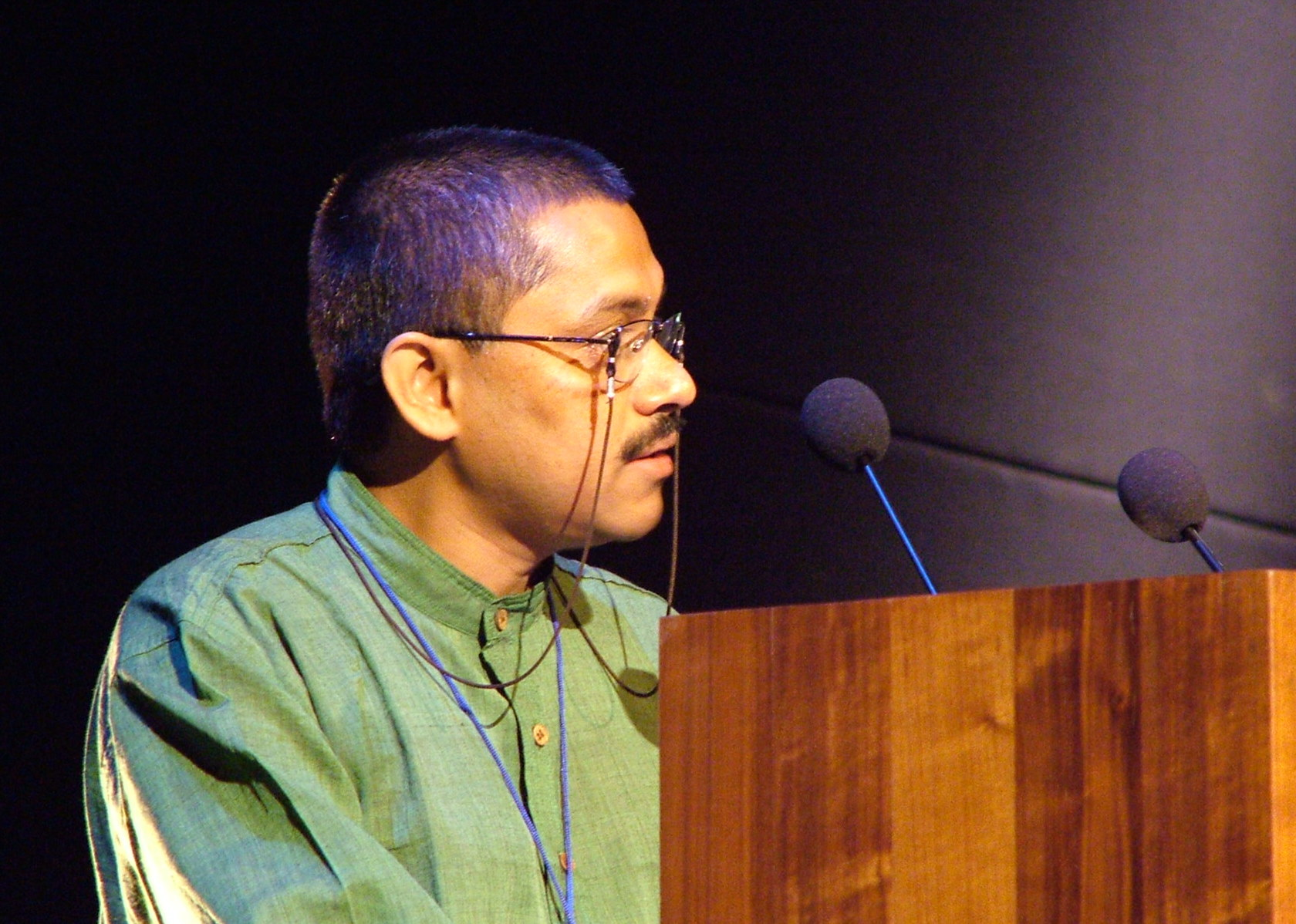
Rao inaugura il Congresso universale di esperanto, Rotterdam, 2008.

Nel 1994 egli consegue il dottorato presso l'Università di Hyderabad, nella facoltà di anglistica, con una tesi dal titolo «Beyond the Sense of Wonder: Science Fiction as Adventure Fiction» (Oltre il senso dello stupore: la fantascienza come racconto d'avventura). È durante quel periodo che alcune conversazioni con Probal Dasgupta sul tema della fantascienza lo introducono all'esperanto. A decorrere dal 2000, inizia formalmente la docenza della lingua presso l'International Institute of Information and Technology (IIITH) di Hyderabad, dove nel frattempo è divenuto professore di lingue e letterature. Nel corso degli anni, il gruppo locale di esperanto da lui fondato riceve visite da esperantisti provenienti da Brasile, Giappone, Nepal, Francia, Germania, Russia, Ucraina e Stati Uniti. In un'intervista rilasciata a The New Indian Express, Rao spiega che «in un mondo globalizzato, sono necessari tutti i mezzi per comprenderne la complessità e la diversità. Come lingua, l'esperanto svolge un ruolo importante nella creazione della cittadinanza globale.» In altre occasioni, ha adottato il termine «mondo glocale» (glocal world), in riferimento all'esigenza di politiche linguistiche che favoriscano tanto le necessità di espressione e di comunicazione globali quanto quelle locali. Dopo aver vissuto ad Hyderabad per 30 anni, si trasferisce a Bengaluru, dov'è professore di linguistica presso l'Università Azim Premji. I suoi principali interessi di ricerca includono il multilinguismo nella società e le politiche educative a sostegno delle lingue minoritarie; su questi argomenti, ha pubblicato diversi articoli, sia in inglese, sia in esperanto. Nel 2015 fonda un circolo esperantofono a Bengaluru che ospitò, nel 2017, il Sud-Azia Seminario (seminario del sud Asia, in sigla SAS-4), organizzato insieme con la Federazione esperantista indiana (FEB) e la Commissione dell'UEA per l'Asia e l'Oceania (KAEM).
Nel corso degli anni, si è reso attivo nel movimento esperantista sia in India sia all'estero. In occasione del congresso universale del 2013 (UK 2013), tenutosi a Reykjavík, è stato insignito del «diploma per l'attività eccellente» dell'UEA, per la sua poliedrica attività esperantista nel campo universitario, dell'insegnamento e della somministrazione di prove d'esame. Nel 2016 è eletto membro dell'Akademio de Esperanto. Nell'ottobre 2020 diviene presidente di ATEO, l'associazione mondiale degli esperantisti atei.

## Opere
- (EN) Giridhar Rao, Linguistic Diversity, Education, and Democracy in India [Diversità linguistica, istruzione e democrazia in India], Philology Sciences, 2021.
- (EN) Giridhar Rao, Esperanto as a Foundation Course for Foreign Language Teaching [Esperanto come corso base per l'insegnamento delle lingue straniere].
- (EN) Linguistic Human Rights in India: Policy and Practice [Diritti umani linguistici in India: politica e prassi], in Languaging: A Journal of Language Teaching and Language Studies, 2010.
- (EO) Lingva enketo kiel enkonduko al lingvaj rajtoj [Indagine linguistica come introduzione ai diritti linguistici], in Internacia Pedagogia Revuo, 2022.